# Apantallament elèctric

llei de Coulomb.

En física, l'apantallament del camp elèctric és l'amortiment dels camps elèctrics causat per la presència de portadors de càrrega mòbils. És una part important del comportament dels fluids portadors de càrrega, com els gasos ionitzats (plasmes clàssics), els electròlits i els portadors de càrrega en els conductors electrònics (semiconductors, metalls). En un fluid, amb una permitivitat donada ε, compost per partícules constituents carregades elèctricament, cada parell de partícules (amb càrregues q1 i q₂) interaccionen mitjançant la força de Coulomb com:{\displaystyle \mathbf {F} ={\frac {q_{1}q_{2}}{4\pi \varepsilon \left|\mathbf {r} \right|^{2}}}{\hat {\mathbf {r} }},}on el vector r és la posició relativa entre les càrregues. Aquesta interacció complica el tractament teòric del fluid. Per exemple, un càlcul mecànic quàntic ingenu de la densitat d'energia de l'estat fonamental produeix infinitat, cosa que no és raonable. La dificultat rau en el fet que tot i que la força de Coulomb disminueix amb la distància com 1/r2, el nombre mitjà de partícules a cada distància r és proporcional a r2, assumint que el fluid és bastant isotròpic. Com a resultat, una fluctuació de càrrega en qualsevol punt té efectes no insignificants a grans distàncies.
En realitat, aquests efectes de llarg abast són suprimits pel flux de partícules en resposta als camps elèctrics. Aquest flux redueix la interacció efectiva entre partícules a una interacció de Coulomb "apantallada" de curt abast. Aquest sistema correspon a l'exemple més senzill d'una interacció renormalitzada (vegeu els apartats 1.2.1 i 3.2 de ).
En la física de l'estat sòlid, especialment per als metalls i els semiconductors, l'efecte d'apantallament descriu el camp electroestàtic i el potencial de Coulomb d'un ió dins del sòlid. Igual que el camp elèctric del nucli es redueix dins d'un àtom o ió a causa de l'efecte de blindatge, els camps elèctrics dels ions en els sòlids conductors es redueixen encara més pel núvol d'electrons de conducció.